# Here Comes Goodbye
«Here Comes Goodbye» — песня американской кантри-группы Rascal Flatts, вышедшая в качестве первого сингла с их 6-го студийного альбома Unstoppable. Релиз прошёл 2 августа 2009 года. Сингл достиг первого места в кантри-чарте Hot Country Songs (Billboard) и был номинирован на премию Грэмми-2010 в категории «Best Country Performance By A Duo Or Group With Vocals».

## История
Песня получила смешанные отзывы музыкальной критики, например от 'The 9513, Country Universe, Roughstock.
Сингл вышел 20 января 2009 года на радио и позднее достиг № 1 в американском кантри-чарте Hot Country Songs (Billboard) и стал 10-м чарттоппером группы. Он стал 23-м синглом
в карьере группы. Песня дебютировала на позиции № 29 в хит-параде Billboard Hot Country Songs в дату 7 февраля 2009 года и достиг первого места 25 апреля 2009 года.

## Музыкальное видео
Режиссёром видеоклипа стал Shaun Silva. Видео было включено в список лучших клипов года телекомпании Great American Country GAC's Top 50 Videos of the Year (№ 38).

## Позиции в чартах

### Еженедельные чарты
| Чарт (2009)                         | Наивысшая позиция |
| ----------------------------------- | ----------------- |
| США (Billboard Hot Country Songs)   | 1                 |
| США (Billboard Hot 100)             | 11                |
| США Billboard Pop 100               | 23                |
| США (Billboard Adult Contemporary)  | 13                |
| Канада (Billboard Canadian Hot 100) | 48                |
| Япония (Japan Hot 100)              | 33                |

### Годовые итоговые чарты
| Чарт (2009)                   | Позиция |
| ----------------------------- | ------- |
| США Country Songs (Billboard) | 34      |